# Hendon (Tyne and Wear)
Hendon – dzielnica miasta Sunderland, w Anglii, w Tyne and Wear, w dystrykcie metropolitalnym Sunderland. W 2011 roku dzielnica liczyła 12 597 mieszkańców.